# Nature Reviews Molecular Cell Biology
Nature Reviews Molecular Cell Biology is een internationaal, aan collegiale toetsing onderworpen wetenschappelijk tijdschrift op het gebied van de celbiologie.
De naam wordt in literatuurverwijzingen meestal afgekort tot Nat. Rev. Mol. Cell Biol.
Het wordt uitgegeven door Nature Publishing Group en verschijnt maandelijks.
Het eerste nummer verscheen in 2000.
Met een impactfactor van 37 in 2014 behoort het tijdschrift tot de best geciteerde tijdschriften op het gebied van de celbiologie.